# Valdemanco del Esteras
Valdemanco del Esteras és un municipi de la província de Ciudad Real a la comunitat autònoma de Castella-La Manxa. Fins al 1833 formà part de Saceruela

## Demografia
| 1991 | 1996 | 2001 | 2004 |
| ---- | ---- | ---- | ---- |
| 316  | 329  | 293  | 263  |